# Aixe-sur-Vienne
Aixe-sur-Vienne é uma comuna francesa na região administrativa da Nova Aquitânia, no departamento de Alto Vienne. Estende-se por uma área de 22,85 km². Em 2010 a comuna tinha 5 898 habitantes (densidade: 258,1 hab./km²).